# Avon-les-Roches
Avon-les-Roches település Franciaországban, Indre-et-Loire megyében. Lakosainak száma 539 fő (2022. január 1.). Avon-les-Roches Cheillé, Crissay-sur-Manse, Crouzilles, Neuil, Panzoult és Villaines-les-Rochers községekkel határos.

## Népesség
A település népességének változása:
| Lakosok száma | 648  | 579  | 560  | 530  | 564  | 553  | 548  | 554  | 549  | 539  |
|               | 1968 | 1982 | 1990 | 2006 | 2013 | 2015 | 2017 | 2019 | 2020 | 2022 |